# Георгије Акрополит
Георгије Акрополит (грчки: Γεῶργιος Ἀκροπολίτης; 1217/1220—1282.) је био византијски историчар, дипломата и државник. Служио је никејске цареве Јована III Ватаца, Теодора II Ласкариса и Михаила VIII Палеолога. Обављао је функцију великог логотета. Као војсковођа 1259. године предводи војску против епирског деспота Михаила II. Представља византијског цара на Другом лионском сабору 1274. године, а као дипломата преговара са бугарским царем Константином Тихом и трапезунтским царем Јованом II. Написао је историјско дело које обухвата византијску историју током латинске власти у Цариграду (1204-1261). 

## Биографија
Рођен је у Цариграду 1217. или 1220. године. Отац му је био византијски логотет Константин Акрополит. Када је Георгије напунио 16 година, отац га шаље на двор Јована III Ватаца, никејског цара. Тамо је Теодор учио код Теодора Хекаптерига и Нићифора Блемида. Цар Јован и његови наследници, Теодор II и Михаило VIII) су му поверавали важне државне мисије. Године 1244. постављен је за великог логотета. Предводио је никејску војску против епирског деспота Михаила II 1257. године. Као војсковођа се није истакао. Епирски деспот га је заробио и држао га у заробљеништву две године. Ослободио га је Михаило Палеолог. У међувремену је Михаило ослободио Цариград од латинске власти. Акрополит је тада био један од најзначајнијих државника обновљеног Византијског царства. Био је амбасадор на двору бугарског цара Константина Тиха, а потом је постављен на чело Цариградског универзитета где је предавао математику и Филозофију. Његови ученици су Георгије Кипарски и Георгије Пахимер. Истовремено су започели преговори са западном црквом око окончања црквеног раскола. Преговори су вођени током понтификата петорице папа: Климента IV, Гргура X, Јована XXI, Николе III и Мартина IV. Акрополит је као царски представник упућен 1273. године код папе Гргура X. Преговарао је на Другом лионском сабору у име византијског цара. Опозиција у Византији онемогућила је слапање Лионске уније. 
Акрополит је потом водио преговоре са Трапезунтским царством (1281). Покушавао је да убеди цара Јована да се одрекне титуле "цара и автократора Ромеја" за коју је Михаило Палеолог сматрао да њему припада. Није успео да изврши задатак. Умро је убрзо након ове мисије. 

## Дело
Георгије Акрополит је аутор Анала који описују период византијске историје од завршетка Четвртог крсташког рата и освајања Цариграда од стране Латина (1204) до ослобађања Цариграда од стране Михаила Палеолога 1261. године. Наставља се на дело Никите Хонијата. Дело има велику вредност јер га је писао савременик догађаја који је као велики логотет, војсковођа и амбасадор био упознат са стварима које описује. Акрополитово дело сматра се поузданим, стил је архаичан и лако разумљив. Акрополит је написао и неколико краћих радова међу којима је и беседа на сахрани Јована Ватаца, епитаф на гробу Ирине Ласкарис, супруге Теодора II као и панегирик Теодору II Ласкарису. Током заточеништва у Епиру писао је две расправе о Светом Духу. 